# Hormone giải phóng thyrotropin
Hormon giải phóng thyrotropin (TRH), là một loại hormon sinh lý dưới đồi, được sản xuất bởi các tế bào thần kinh ở vùng dưới đồi, kích thích giải phóng hormone kích thích tuyến giáp (TSH) và prolactin từ tuyến yên trước.
TRH đã được sử dụng lâm sàng để điều trị thoái hóa spinocerebellar và rối loạn ý thức ở người. Nó dược phẩm mẫu được gọi là protirelin (INN) (/proʊˈtaɪrɪlɪn/).

## Tổng hợp và giải phóng

Trục hạ đồi-tuyến yên-tuyến giáp. TRH có thể được nhìn thấy trong màu xanh lá cây.

TRH được tổng hợp trong các tế bào thần kinh parvocellular của nhân cạnh não thất của vùng dưới đồi. Nó được dịch là một polypeptide tiền chất amino acid 242 chứa 6 bản sao của trình tự -Gln-His-Pro-Gly-, bên cạnh các trình tự Lys-Arg hoặc Arg-Arg.
Để tạo ra dạng trưởng thành, một loạt các enzyme được yêu cầu. Đầu tiên, một protease bám vào phía đầu C của sườn Lys-Arg hoặc Arg-Arg. Thứ hai, một carboxypeptidase loại bỏ dư lượng Lys / Arg để lại Gly làm dư lượng đầu cuối C. Sau đó, Gly này được chuyển đổi thành dư lượng amide bởi một loạt các enzyme được gọi chung là peptidylglycine-alpha-amidating monooxygenase. Đồng thời với các bước xử lý này, N-terminal Gln (glutamine) được chuyển đổi thành pyroglutamate (dư lượng theo chu kỳ). Nhiều bước này tạo ra 6 bản sao của phân tử TRH trưởng thành trên mỗi phân tử tiền chất cho TRH của con người (5 cho TRH của chuột).
TRH tổng hợp các tế bào thần kinh của dự án hạt nhân paraventricular đến phần trung gian của lớp bên ngoài của sự xuất hiện trung bình. Sau tiết tại ưu việt trung bình, TRH đi đến thùy trước tuyến yên thông qua hệ thống cửa tuyến yên, nơi nó liên kết với các thụ thể TRH kích thích việc phát hành các hormone kích thích tuyến giáp từ thyrotropes và prolactin từ lactotropes. Thời gian bán hủy của TRH trong máu là khoảng 6 phút.

## Kết cấu
TRH là một tripeptide, với một chuỗi amino acid của pyroglutamyl-histidyl-proline amide.

## Lịch sử
Seleke của TRH lần đầu tiên được xác định và hormone được tổng hợp bởi Roger Guillemin và Andrew V. Schally vào năm 1969. Cả hai bên đều khẳng định phòng thí nghiệm của họ xác định trình tự trước tiên: Schally lần đầu tiên đề xuất khả năng vào năm 1966, nhưng đã từ bỏ nó sau khi Guillemin đề xuất TRH không thực sự là một peptide. Nhà hóa học của Guillemin bắt đầu đồng tình với những kết quả này vào năm 1969, khi NIH đe dọa sẽ cắt nguồn tài trợ cho dự án, khiến cả hai bên quay trở lại làm việc tổng hợp.
Schally và Guillemin đã chia sẻ giải thưởng Nobel về y học năm 1977 "vì những khám phá của họ liên quan đến việc sản xuất hormone peptide của não".  Các tài khoản tin tức về công việc của họ thường tập trung vào "sự cạnh tranh khốc liệt" của họ và sử dụng một lượng rất lớn não cừu và lợn để xác định vị trí của hormone.

## Ý nghĩa lâm sàng
TRH được sử dụng lâm sàng bằng cách tiêm tĩnh mạch (tên thương hiệu Relefact TRH) để kiểm tra phản ứng của tuyến yên trước; thủ tục này được gọi là xét nghiệm TRH. Này được thực hiện như kiểm tra chẩn đoán của tuyến giáp rối loạn như thứ suy giáp và ở Bệnh to cực.
TRH có đặc tính chống trầm cảm và chống tự tử, và vào năm 2012, Quân đội Hoa Kỳ đã trao một khoản tài trợ nghiên cứu để phát triển thuốc xịt mũi TRH nhằm ngăn ngừa tự tử trong hàng ngũ của mình.
TRH đã được chứng minh trên chuột là một chất chống lão hóa với phổ hoạt động rộng, do hành động của chúng, cho thấy TRH có vai trò cơ bản trong việc điều chỉnh các chức năng trao đổi chất và nội tiết tố.

## Tác dụng phụ
Tác dụng phụ sau khi tiêm TRH tiêm tĩnh mạch là tối thiểu. Buồn nôn, đỏ bừng, bí tiểu và tăng huyết áp nhẹ đã được báo cáo. Sau khi tiêm tĩnh mạch, run rẩy, đổ mồ hôi, run rẩy, bồn chồn và tăng huyết áp nhẹ đã được quan sát.